# Filà (Moros i Cristians)
Una filà, o filada és el terme que s'empra per fer referència, segons el Diccionari Normatiu Valencià, al conjunt de persones que participen en les desfilades sota un mateix nom i amb la mateixa vestimenta, dintre dels actes de les festes de Moros i Cristians. També es considera que aquest mot fa referència al grup de persones que desfilen muscle a muscle formant una filera al so de la música.
Aquest terme està íntimament relacionat amb el concepte de Comparsa de Moros i Cristians, que no té massa a veure amb el concepte de comparsa com a part d'un carnestoltes.
En molts pobles on se celebren Moros i Cristians hi ha una certa confusió o assimilació dels termes filà, comparsa i companyia, encara que segons els estudiosos no són conceptes idéntics.
El terme filà com sinònim de comparsa començà a utilitzar-se en les festes d'Alcoi, estenent-se als pobles més propers a aquesta població com ara Bocairent, Banyeres de Mariola, Concentaina, Muro d'Alcoi, Beneixama, Xixona o Callosa d'en Sarrià. L'origen del mot encara no és considerat unànimement pels estudiosso de la festa. Així, n'hi ha que consideren que aquest es deu a una reminiscència tèxtil, donat que tots els pobles on és comú el seu ús, han tingut una història de desenvolupament industrial lligat al tèxtil. D'aquesta manera, la filà de festers, seria un símil del procés manufacturer tèxtil.
Uns altres encara que també ho relacionen amb la indústria tèxtil, fan més força en els estris utilitzats en aquesta indústria, fixant-se més en l'acció de filar dels telers, fent paral·lelisme entre l'acció de la llançadora amb els fils i l'evolució de l'esquadra amb el cap.